# Sicario: Asasinul
Sicario: Asasinul (titlu original: Sicario) este un film american din 2015 regizat de Denis Villeneuve. Rolurile principale au fost interpretate de actorii Emily Blunt, Benicio del Toro, Josh Brolin și Victor Garber. Are trei nominalizări la Premiile Oscar. Prezintă povestea unui agent FBI care trebuie să prindă conducătorul unui puternic și brutal cartel mexican al drogurilor.

## Distribuție
- Emily Blunt - Kate Macer
- Benicio del Toro - Alejandro Gillick
- Josh Brolin - Matt Graver
- Daniel Kaluuya - Reggie Wayne
- Maximiliano Hernández - Silvio
- Victor Garber - Dave Jennings
- Jon Bernthal - Ted
- Jeffrey Donovan - Steve Forsing
- Raoul Trujillo - Rafael
- Julio Cedillo - Fausto Alarcon
- Hank Rogerson - Phil Coopers
- Bernardo P. Saracino - Manuel Diaz